# Joe Gaetjens
Joseph Edouard Gaetjens (Puerto Príncipe, 19 de marzo de 1924-Puerto Príncipe, 10 de julio de 1964), más conocido como Joe Gaetjens, fue un futbolista haitiano que jugaba como delantero. Desarrolló la mayor parte de su carrera en Estados Unidos, donde fue máximo goleador, y jugó para la selección nacional estadounidense en la Copa Mundial de Fútbol de 1950. En ese torneo marcó el gol de la histórica victoria por 1-0 de EE. UU. frente a Inglaterra.
En sus últimos años como profesional, Gaetjens se marchó a Francia para jugar en el Racing Club de París, donde no tuvo éxito. En 1953 regresó a su país natal para retirarse como profesional, en un encuentro con la selección de fútbol de Haití, y se asentó como una celebridad. El futbolista desapareció en 1964, después de ser detenido por la policía paramilitar.

## Biografía

### Infancia y juventud
Joseph Gaetjens nació en Puerto Príncipe (Haití), en el seno de una familia católica. De madre haitiana y padre alemán, su bisabuelo Thomas, natural de Bremen, ejerció como emisario de negocios a las órdenes de Federico Guillermo III de Prusia y estuvo casado con Leonie Déjoie, hija de un general del ejército. Por ello, la familia de Gaetjens estaba considerada como una de las más influyentes en la sociedad haitiana, y pese a que perdió parte de su fortuna a principios del siglo XX, aún formaba parte de la élite. En el momento que Joe nació, su padre registró su certificado de nacimiento en la embajada de Alemania por si quería nacionalizarse alemán, algo que nunca hizo.
Gaetjens vivió su infancia en la capital. Con 14 años ingresó en el Etoile Haïtienne, uno de los equipos de fútbol más importantes del país, con el que ganó dos ligas de Haití en 1942 y 1944. No podía vivir del fútbol, y al no ver oportunidades en los negocios familiares, en 1947 se marchó con una beca de estudios a la Universidad de Columbia en Estados Unidos para estudiar contabilidad, al igual que su hermano mayor Gérard.

### Carrera en Estados Unidos
Compaginándolo con sus estudios, Joe Gaetjens empezó a trabajar lavando platos en Rudy's, un restaurante de cocina española en Harlem, Nueva York. Su jefe era Eugene "Rudy" Díaz, un empresario de origen gallego que gestionaba varios negocios y un equipo de fútbol, el Brookhattan de la American Soccer League. Y aunque en principio Gaetjens no se había planteado volver a jugar, Díaz le convenció para que formara parte de su equipo, pagándole 25 dólares por cada partido.
Gaetjens se convirtió en el máximo goleador del torneo estadounidense, y lideró al Brookhattan que llegó hasta la final de la U.S. Open Cup, donde su equipo perdió contra el St. Louis Simpkins-Ford. Las buenas actuaciones del futbolista llamaron la atención de la Federación de Fútbol de los Estados Unidos, que le convenció para que formara parte de la selección nacional que participaría en el Mundial de Brasil 1950. Gaetjens no tenía la nacionalidad, pero pudo ser convocado porque declaró su intención de nacionalizarse.
En el Mundial disputó los tres partidos de la primera fase, y fue protagonista destacado en la sorprendente victoria de Estados Unidos frente a Inglaterra por 1-0. Gaetjens marcó el único gol de ese partido, que dejó al combinado inglés al borde de la eliminación, en una de las derrotas más dolorosas de su historia. Aunque Estados Unidos fue eliminado, el trabajo de Gaetjens durante todo el torneo llamó la atención de equipos europeos. Después del Mundial, el jugador continuó en la liga estadounidense.

### Trayectoria en Francia y retirada
En 1953 Joe Gaetjens abandonó la Universidad de Columbia para fichar por un equipo de Francia, el Racing Club de París. Su rendimiento fue peor del esperado porque no se acostumbró al estilo de vida del país, y solo disputó cuatro encuentros. Poco después se marchó a un club de categorías inferiores, el Olympique Alès, donde jugó quince partidos. En este caso, las lesiones le impidieron progresar y abandonó la disciplina cuando la temporada terminó.
Tras su mala experiencia en Francia, Gaetjens regresó a Haití, donde gozaba de muy buena fama por su carrera y fue la imagen de multinacionales como Palmolive o Colgate. Como futbolista regresó al Etoile Haitienne, donde jugó poco por su mal estado de forma. Su último partido fue el 27 de diciembre de 1953 con la selección de fútbol de Haití, en una clasificación para el Mundial de 1954 frente a México. Joe pudo ser convocado porque, pese a haber jugado con Estados Unidos en 1950, no había solicitado la nacionalidad.
Con tan solo 29 años, Gaetjens tuvo que abandonar el fútbol por las continuas lesiones. Una vez retirado, se convirtió en empresario e imagen publicitaria. En 1955 se casó por matrimonio concertado con Liliane, con la que tuvo tres hijos.

### Muerte
La muerte de Gaetjens estuvo relacionada con los vínculos políticos de su familia, pese a que él nunca mostró interés ni se involucró. El jugador estaba emparentado indirectamente con Louis Déjoie, candidato a las elecciones de 1957 que perdió frente a François Duvalier. Meses después, dos de sus hermanos menores estuvieron asociados con un grupo de exiliados en la República Dominicana que planeaban un golpe de Estado. Cuando Duvalier se proclamó presidente vitalicio el 7 de julio de 1964, la familia Gaetjens siguió el consejo de un policía cercano a la familia y abandonó el país a las seis de la mañana del día siguiente. Sin embargo, Joe prefirió quedarse en Haití porque pensaba que, al no estar metido en política y ser un deportista de éxito, no corría peligro.
Ese mismo 8 de julio, horas después de que su familia dejara Haití, la policía paramilitar Tonton Macoute arrestó a Gaetjens y le envió a la prisión de Fort Dimanche. El jugador fue considerado responsable de las acciones políticas de su familia, pese a que no participó nunca en ese campo, y utilizado como chivo expiatorio. Poco después, desapareció. Se cree que el futbolista fue torturado en prisión y ejecutado dos días después, el 10 de julio, aunque nunca se encontró su cadáver.
Por su carrera como futbolista, Gaetjens ha sido homenajeado varias veces. En 1976 ingresó a título póstumo en el Salón de la Fama del fútbol de Estados Unidos, donde sigue siendo recordado por el gol que marcó a Inglaterra en el Mundial de 1950. Su propio país también quiso reconocerlo con un acto oficial en el 2000, pero el homenaje se canceló.

## Selección nacional
Joe Gaetjens jugó para las selecciones de Estados Unidos y Haití, pese a que nunca tuvo más nacionalidad que la haitiana. En 1950, la Federación de Fútbol de los Estados Unidos le convocó para jugar con el combinado norteamericano el Mundial de fútbol en Brasil. Cuando le llamaron no estaba nacionalizado, por lo que tuvo que declarar que haría los trámites en un futuro, algo que nunca sucedió. Joe no fue el único jugador de ese seleccionado que hizo eso; sus compañeros Joseph Maca (belga) y Ed McIlvenny (escocés) usaron una estrategia similar para jugar. Con Estados Unidos jugó tres partidos y marcó un gol.
Cuando regresó a su país natal, Gaetjens fue convocado por la selección de fútbol de Haití para jugar un partido de clasificación al Mundial de 1954 frente a México, en Puerto Príncipe. Pudo ser seleccionado porque, pese a haber jugado también con Estados Unidos, no se había nacionalizado. Con unos últimos años marcados por las lesiones, la convocatoria de Joe fue simbólica porque fue el último partido que disputó en su carrera. En su único encuentro como internacional haitiano, no marcó ningún gol.

### Participaciones en Copas del Mundo
| Mundial                        | Sede   | Resultado    | Partidos | Goles |
| ------------------------------ | ------ | ------------ | -------- | ----- |
| Copa Mundial de Fútbol de 1950 | Brasil | Primera fase | 3        | 1     |

## Clubes
| Club                 | País           | Año         |
| -------------------- | -------------- | ----------- |
| Etoile Haïtienne     | Haití          | Desconocido |
| Brookhattan          | Estados Unidos | 1948-1952   |
| Racing Club de París | Francia        | 1953        |
| Olympique Alès       | Francia        | 1953        |
| Etoile Haïtienne     | Haití          | 1953        |

## Palmarés
| Título                  | Club             | País  | Año  |
| ----------------------- | ---------------- | ----- | ---- |
| Liga de fútbol de Haití | Etoile Haïtienne | Haití | 1942 |
| Liga de fútbol de Haití | Etoile Haïtienne | Haití | 1944 |